# Charles Pole
Pour les articles homonymes, voir Pole.
Charles Morice Pole, né le 18 janvier 1757 et mort le 6 septembre 1830 à Aldenham, est un amiral britannique de la Royal Navy.
Il participe à la guerre d'indépendance des États-Unis, aux guerres de la Révolution française et aux guerres napoléoniennes.
Il est Admiral of the fleet à la fin de sa carrière.